# Stamhuset Lønborggaard
Stamhuset Lønborggaard blev oprettet 31. august 1757 af kancelliråd Kristen Hansen.  1760 til brorsønnen Niels Hansen, 1792 til hans datter Christence Jermiin, f. Hansen, 1810 til hendes datter Nielsine von Benzon, f. Jermiin. 1813 bevillinger til substitution 
Stamhuset bestod af Lønborggård og Skrumsager, hvilken sidste (366 tdr. hartkorn) efter bevilling af 20. december 1805 ombyttedes med Lundenæs (396 tdr. hartkorn). 
Stamhuset Lønborggaard havde ved oprettelsen 1757 639 tdr. hartkorn. Det blev nedlagt efter bevilling 28. september 1813.

## Ejere af Stamhuset Lønborggård
- Christen Hansen (1760-1792)
- Niels Hansen (1792-1807)
- Niels Jermiin (1807- )
- Christence Hansen, gift 1) Jermiin, 2) Petersen ( -1810)
- Christen Petersen (1810-1811)
- Nielsine Jermiin, gift Benzon (1811-1814)
- Chr. F.O. Benzon (1814-1816)